# Argyresthia semifusca
Argyresthia semifusca — вид лускокрилих комах родини Argyresthiidae.

## Поширення
Вид поширений в Європі.

## Опис
Розмах крил 10-13 мм. Передні крила від темно-коричневого до пурпурового забарвлення. Задні крила блідо-жовті з темною перев'язю посередині. Колова біла. Антени коричневі з чорними смугами.

## Спосіб життя
Метелики літають з червня по вересень. Гусениці живляться молодими пагонами глоду і горобини, іноді шкодить терену. Зимує гусениця у коконі з листя.